# 스코틀랜드계 캐나다인
스코틀랜드계 캐나다인(영어: Scottish Canadians)은 캐나다에 태어났거나 거주하는 스코틀랜드인의 혈통을 가진 사람과 그의 자손을 말한다. 

## 저명한 사람
- 알렉산더 그레이엄 벨 (1847–1922), 과학자, 발명가
- 노먼 베순 (1890–1939), 외과의사이자 의료개혁가
- 조지 브라운 (1818-1880), 기자, 정치인
- 제임스 캐머런, 영화감독

## 같이 보기
- 캐나다의 민족
- 잉글랜드계 캐나다인